# Rezerwat przyrody Słotwina
Słotwina – rezerwat przyrody w miejscowości Podlesie Machowskie, w gminie Pilzno, w powiecie dębickim, w województwie podkarpackim. Znajduje się w leśnictwie Machowa, w obrębie Żdżary (Nadleśnictwo Dębica).
numer według rejestru wojewódzkiego – 30
powierzchnia – 3,35 ha (akt powołujący podawał 3,30 ha)
dokument powołujący – M.P. z 1987 r. nr 28, poz. 222
rodzaj rezerwatu – florystyczny
przedmiot ochrony (według aktu powołującego) – naturalne stanowisko pióropusznika strusiego.
Stanowisko paproci usytuowane jest w zbiorowisku łęgowym, występującym wzdłuż Potoku Machowskiego.
Na kłączach i nasadach liści (najczęściej martwych) pióropusznika strusiego występuje tu rzadki gatunek grzyba z gromady podstawkowych – dzbanuszek pióropusznikowy. Jest to najbogatsze stanowisko tego grzyba w Polsce.
Z rzadszych roślin występują tu m.in.: ciemiężyca zielona, wawrzynek wilczełyko, bluszcz pospolity.